# Tubarão-balão-da-Tasmânia
O tubarão-balão-da-Tasmânia (Cephaloscyllium laticeps) é uma espécie de tubarão-gato da família Scyliorhinidae, endêmico do sul da Austrália. Esta espécie bentônica habita a plataforma continental até uma profundidade de 220 metros. Geralmente medindo 1 metro de comprimento, é um tubarão de corpo robusto, cabeça larga e cauda curta, com a primeira barbatana dorsal significativamente maior que a segunda. Pode ser identificado por sua coloração dorsal variada, com manchas marrons ou cinzas.
Tubarões-balão-da-Tasmânia são sedentários e principalmente noturnos, com a maioria dos indivíduos permanecendo na mesma área local ao longo do ano. Alimentam-se de pequenos crustáceos, cefalópodes e peixes. Quando ameaçado, reage rapidamente ingerindo água ou ar para inflar seu corpo, daí o nome "tubarão-balão". Esta espécie é ovípara e as fêmeas depositam pares de bolsas de sereia com cristas distintas em intervalos de 20 a 30 dias. Os ovos eclodem após 11 a 12 meses. Inofensivo e de pouco interesse para a pesca comercial, muitos tubarões-balão-da-Tasmânia são capturados como fauna acompanhante em redes de emalhar e arrastões de fundo, mas geralmente sobrevivem ao serem liberados devido à sua extrema resistência. Como resultado, a União Internacional para a Conservação da Natureza (IUCN) classificou esta espécie como pouco preocupante.

## Taxonomia

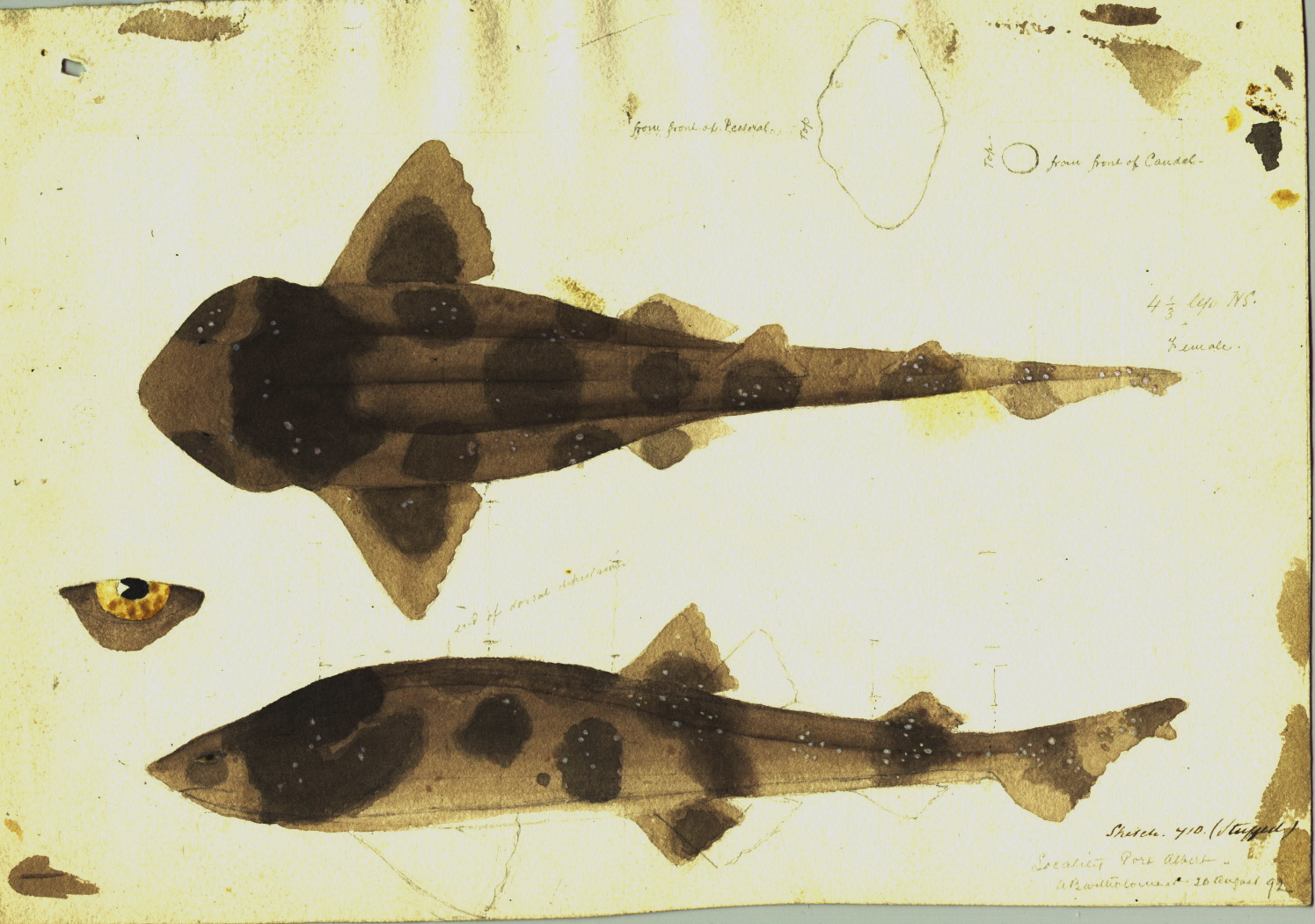
Ilustração antiga de um tubarão-balão-da-Tasmânia.

A primeira descrição científica do tubarão-balão-da-Tasmânia, como Scyllium laticeps, foi publicada em 1853 pelo zoólogo francês Auguste Duméril, na revista científica Revue et Magasin de Zoologie. O espécime-tipo era um macho de 79 cm capturado na Tasmânia. O epíteto específico laticeps deriva do latim latus ("largo") e ceps ("cabeça"). Outros nomes comuns incluem "flopguts" (referência à sua capacidade de inflar), tubarão-balão-de-Isabell, tubarão-noz, tubarão-rocha, Joe-sonolento e tubarão-balão-malhado. Esta espécie é quase idêntica ao tubarão-balão-da-Nova-Zelândia [en] (C. isabellum) da Nova Zelândia; as duas espécies diferem na coloração e na forma das bolsas de sereia (com cristas em C. laticeps e lisas em C. isabellum).

## Descrição
O tubarão-balão-da-Tasmânia possui um corpo robusto e arredondado que se afunila significativamente até o pedúnculo caudal curto. A cabeça representa não mais que um quinto do comprimento total, é larga e moderadamente achatada, com um focinho curto, grosso e arredondado. As narinas são divididas em pequenas aberturas de entrada e saída por abas de pele triangulares curtas que não alcançam a boca. A boca é extremamente grande, sem sulcos nos cantos. Os dentes são numerosos e pequenos, com múltiplas cúspides; os dentes superiores ficam expostos quando a boca está fechada. Os olhos ovais e grandes estão posicionados na parte superior da cabeça, com membrana nictitante rudimentar e cristas abaixo.
Há duas barbatanas dorsais, a primeira muito maior que a segunda. A primeira dorsal origina-se sobre a metade anterior das bases das barbatanas pélvicas, enquanto a segunda está sobre a barbatana anal. As barbatanas peitorais são grandes e largas, e a barbatana anal é maior que a segunda barbatana dorsal. A barbatana caudal curta e larga tem um lobo inferior indistinto e uma incisura ventral proeminente perto da ponta do lobo superior. A pele é espessa e coberta por dentículos dérmicos em forma de ponta de flecha, bem calcificados, que são mais esparsos em tubarões jovens. O dorso e as laterais são cinza-claros a marrons, com um padrão irregular de faixas e manchas escuras próximas, além de muitos pontos escuros (às vezes claros) e uma faixa escura do olho até a origem das barbatanas peitorais. As barbatanas não têm margens nitidamente mais claras. A face ventral é de cor creme, frequentemente apresentando uma faixa escura no centro em adultos. O comprimento máximo conhecido é de 1,5 metro, embora poucos excedam 1 metro.

## Distribuição e habitat
O tubarão-balão-da-Tasmânia habita a plataforma continental do sul da Austrália, do Arquipélago de Recherche na Austrália Ocidental até a Baía de Jervis [en] em Nova Gales do Sul, incluindo a Tasmânia. É comumente encontrado no fundo do mar ou próximo a ele, em recifes rochosos ou leitos de macroalgas, desde a costa até 220 metros de profundidade.

## Biologia e ecologia

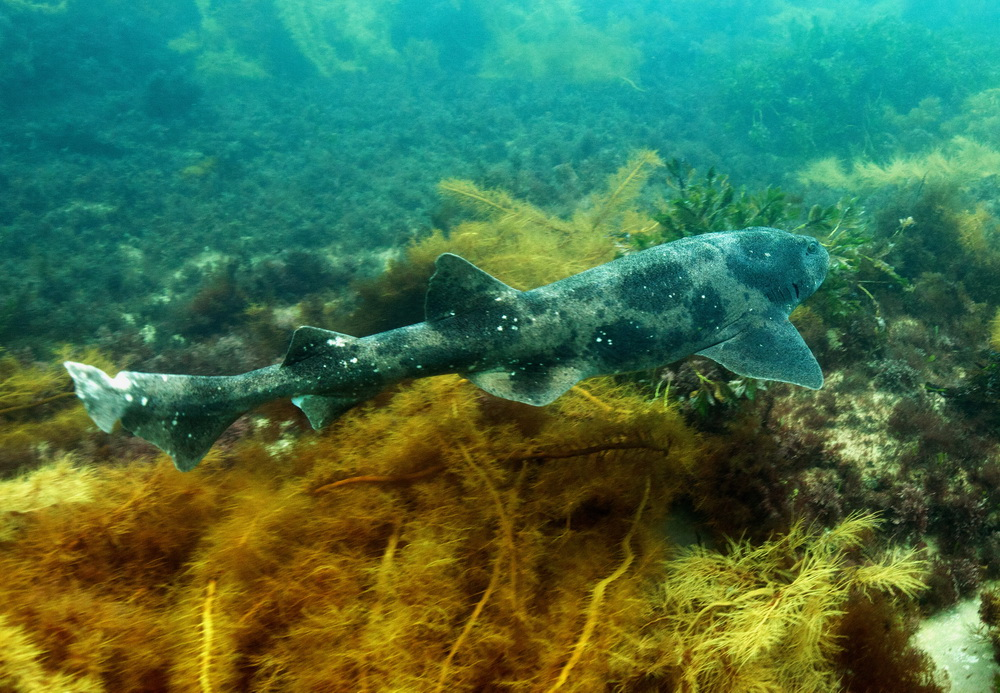
Um tubarão-balão-da-Tasmânia em Vitória; esta espécie é abundante em sua distribuição.

A espécie de tubarão-gato mais abundante nas águas costeiras do sul da Austrália, o tubarão-balão-da-Tasmânia é um nadador geralmente lento, mais ativo à noite. Durante o dia, é frequentemente encontrado descansando sozinho ou em grupos sob saliências ou dentro de cavernas. Estudos de rastreamento mostram que alguns indivíduos permanecem ativos continuamente por meses, enquanto outros alternam atividade com períodos de descanso estacionário de até cinco dias. A maioria dos tubarões-balão-da-Tasmânia em uma região tende a permanecer lá o ano todo, frequentando áreas de alimentação ou habitats preferidos estabelecidos. Por outro lado, uma minoria de tubarões foi registrada percorrendo distâncias de até 300 km. Esta espécie extremamente resistente pode sobreviver por mais de um dia fora d'água.
Como um dos predadores de nível superior em seu ecossistema, o tubarão-balão-da-Tasmânia alimenta-se de crustáceos (especialmente caranguejos e lagostas da família Palinuridae), cefalópodes (incluindo lulas e polvos) e pequenos peixes. Mesmo presas grandes são geralmente engolidas inteiras; os longos períodos de descanso exibidos por alguns tubarões podem estar relacionados à digestão. Como outros membros de seu gênero, este tubarão é capaz de inflar rapidamente seu corpo ao ingerir água ou ar em seu estômago, como defesa contra predadores, que incluem peixes maiores, como o cação-bruxa (Notorynchus cepedianus), e mamíferos marinhos. Ao inflar, o tubarão pode se alojar em fendas, dificultar sua ingestão ou intimidar um predador em potencial. Búzios são conhecidos por predar os ovos desta espécie. O tubarão-balão-da-Tasmânia é hospedeiro de várias espécies de parasitas, mas estas são pouco documentadas.

### Ciclo de vida

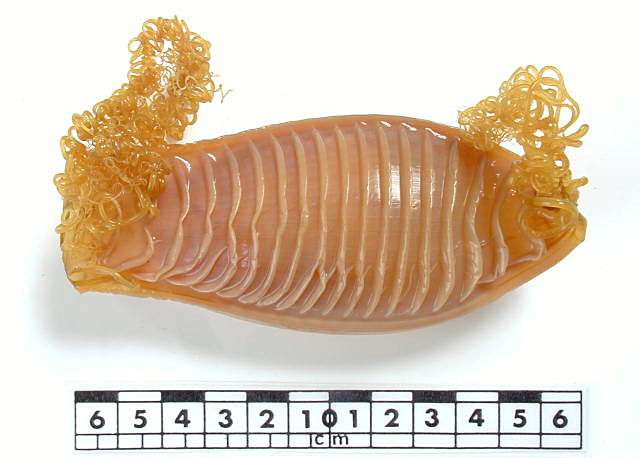
A bolsa de sereia do tubarão-balão-da-Tasmânia é distinguida por cristas transversais.

O tubarão-balão-da-Tasmânia é ovíparo. Machos têm dentes maiores que fêmeas, usados para morder e segurá-las durante a cópula. Não está claro se há uma época de acasalamento específica, embora, em termos de produção de esperma, os machos sejam capazes de se reproduzir o ano todo. As fêmeas possuem um único ovário funcional e dois ovidutos, ovulando um ovo em cada por vez. Elas podem armazenar esperma por pelo menos 15 meses. As fêmeas produzem ovos ao longo do ano, depositando-os em pares aproximadamente a cada 20 dias de janeiro a junho, e a cada 30 dias no restante do ano. O segundo ovo de um par é depositado 12–24 horas após o primeiro.
As bolsas de sereia, pálidas e em forma de frasco, medem 13 cm de comprimento e 5 cm de largura, com 19–27 cristas transversais. Há tentáculos longos e espiralados nos quatro cantos, que permitem à fêmea fixar a cápsula em algas ou outras estruturas do fundo do mar. Em cativeiro, o embrião desenvolve brânquias externas aos dois meses, mantidas até os cinco meses, quando as brânquias internas assumem e a primeira pigmentação aparece. Aos seis meses, o crescimento embrionário acelera e o saco vitelino começa a encolher, desaparecendo entre nove e dez meses. A eclosão ocorre geralmente entre onze e doze meses; os filhotes recém-nascidos são versões em miniatura dos adultos, medindo 14 cm de comprimento. Machos atingem a maturidade sexual com 71–87 cm, e fêmeas com 75–86 cm.

## Interações com humanos
O tubarão-balão-da-Tasmânia é inofensivo para humanos e raramente utilizado, embora recentemente em partes da Tasmânia alguns tenham começado a ser comercializados. É considerado uma praga por pescadores de lagosta devido ao hábito de entrar em armadilhas de lagosta para comer o conteúdo. Todos os anos, números significativos de tubarões-balão-da-Tasmânia são capturados como fauna acompanhante na pesca com redes de emalhar de tubarões no sudeste da Austrália, e em maior quantidade em arrastões de fundo e palangres. Esses animais são geralmente liberados e provavelmente sofrem mortalidade mínima devido à sua resiliência. Como esta espécie atualmente enfrenta pouco risco da pesca, a União Internacional para a Conservação da Natureza (IUCN) classificou-a como pouco preocupante. Embora a pesca comercial tenha relatado queda nas capturas de tubarões-balão-da-Tasmânia de 1973 a 1976 e de 1998 a 2001, essa queda parece ter resultado de mudanças nos hábitos de pesca, e não de declínio populacionai real. Ainda assim, como precaução, o governo da Tasmânia instituiu um limite de posse de dois tubarões por pessoa ou cinco por embarcação por dia.